# Кінгстон (Вашингтон)
Кінгстон (англ. Kingston) — переписна місцевість (CDP) в США, в окрузі Кітсеп штату Вашингтон. Населення — 2515 осіб (2020).

## Географія
Кінгстон розташований за координатами 47°48′4″ пн. ш. 122°29′56″ зх. д. / 47.80111° пн. ш. 122.49889° зх. д. (47.801207, -122.499013).  За даними Бюро перепису населення США в 2010 році переписна місцевість мала площу 5,39 км², з яких 4,84 км² — суходіл та 0,56 км² — водойми.

### Клімат
| Клімат : Кінгстон       | Клімат : Кінгстон | Клімат : Кінгстон | Клімат : Кінгстон | Клімат : Кінгстон | Клімат : Кінгстон | Клімат : Кінгстон | Клімат : Кінгстон | Клімат : Кінгстон | Клімат : Кінгстон | Клімат : Кінгстон | Клімат : Кінгстон | Клімат : Кінгстон | Клімат : Кінгстон |
| Показник                | Січ.              | Лют.              | Бер.              | Квіт.             | Трав.             | Черв.             | Лип.              | Серп.             | Вер.              | Жовт.             | Лист.             | Груд.             | Рік               |
| Абсолютний максимум, °C | 17,8              | 18,9              | 25,6              | 28,3              | 31,7              | 33,3              | 35,6              | 33,9              | 33,9              | 30,6              | 18,9              | 16,7              | 35,6              |
| Середній максимум, °C   | 8,3               | 10,0              | 12,2              | 15,0              | 17,8              | 21,1              | 24,4              | 24,4              | 21,7              | 15,6              | 10,6              | 7,8               | 15,8              |
| Середній мінімум, °C    | 2,8               | 2,8               | 3,9               | 6,1               | 8,9               | 11,1              | 13,3              | 13,9              | 11,7              | 8,3               | 5,0               | 2,2               | 7,5               |
| Абсолютний мінімум, °C  | −7,8              | −7,2              | −2,2              | 0,0               | 1,7               | 5,6               | 8,9               | 8,3               | 5,6               | −1,7              | −6,7              | −12,2             | −12,2             |
| Норма опадів, мм        | 122               | 87                | 89                | 70                | 55                | 41                | 20                | 25                | 39                | 87                | 148               | 138               | 921               |
| ----------------------- | ----------------- | ----------------- | ----------------- | ----------------- | ----------------- | ----------------- | ----------------- | ----------------- | ----------------- | ----------------- | ----------------- | ----------------- | ----------------- |
| Джерело:                |                   |                   |                   |                   |                   |                   |                   |                   |                   |                   |                   |                   |                   |

## Демографія
Згідно з переписом 2010 року, у переписній місцевості мешкало 2099 осіб у 957 домогосподарствах у складі 582 родин. Густота населення становила 389 осіб/км².  Було 1092 помешкання (202/км²).
Расовий склад населення:
| - 89,6 % — білих - 2,1 % — корінних американців - 1,8 % — азіатів - 0,5 % — чорних або афроамериканців - 0,2 % — вихідців з тихоокеанських островів - 2,0 % — осіб інших рас |

До двох чи більше рас належало 3,8 %. Частка іспаномовних становила 7,1 % від усіх жителів.
За віковим діапазоном населення розподілялося таким чином: 21,0 % — особи молодші 18 років, 62,1 % — особи у віці 18—64 років, 16,9 % — особи у віці 65 років та старші. Медіана віку мешканця становила 45,3 року. На 100 осіб жіночої статі у переписній місцевості припадало 93,6 чоловіків;  на 100 жінок у віці від 18 років та старших — 90,7 чоловіків також старших 18 років.
Середній дохід на одне домашнє господарство  становив 63 929 доларів США (медіана — 47 153), а середній дохід на одну сім'ю — 74 198 доларів (медіана — 72 959). За межею бідності перебувало 3,9 % осіб, у тому числі 0,0 % дітей у віці до 18 років та 2,9 % осіб у віці 65 років та старших.
Цивільне працевлаштоване населення становило 927 осіб. Основні галузі зайнятості: освіта, охорона здоров'я та соціальна допомога — 27,5 %, мистецтво, розваги та відпочинок — 25,5 %, науковці, спеціалісти, менеджери — 21,8 %.